# Laurent Desbiens
Laurent Desbiens (Mons-en-Barœul, 16 settembre 1969) è un ex ciclista su strada francese.
Professionista dal 1992 al 2001, conta una vittoria di tappa al Tour de France.

## Carriera
Desbiens iniziò a praticare ciclismo all'età di 12 anni, nell'AS Hellemmes. Dopo aver corso per il Vélo-Club de Roubaix, passò professionista nel 1992 con la squadra belga Collstrop, con cui vinse, nella sua prima stagione da prof, Tour de Gironde e Cholet-Pays de Loire. L'anno seguente fu ingaggiato dalla francese Castorama, diretta da Cyrille Guimard, riuscì a vincere una tappa e la classifica generale della Quatre Jours de Dunkerque e partecipò in luglio al suo primo Tours de France. La Castorama fu dismessa alla fine del 1995 e Desbiens passò alla Gan, vincendo Tour de l'Oise e Tour de Vendée. Quest'ultima vittoria fu successivamente annullata, dopo essere stato trovato positivo al nandrolone in un controllo antidoping. Insieme al compagno Philippe Gaumont, ugualmente trovato positivo alla stessa sostanza, furono sospesi dalla commissione disciplinare della federazione ciclistica francese e licenziati dalla Gan.
Nel Desbiens fu nuovamente ingaggiato dallo stesso Guimard nella nuova squadra francese Cofidis. In luglio si aggiudicò l'undicesima tappa del Tour de France a Perpignano. Nonostante fosse terminato secondo allo sprint dietro l'ucraino Serhij Ušakov, fu designato vincitore dopo il declassamento di quest'ultimo per irregolarità nella volata. L'anno successivo indossò la maglia gialla al Tour per due giorni, dopo essersela aggiudicata al termine dell'ottava tappa, in cui arrivò al traguardo con un gruppo di fuggitivi con un vantaggio di otto minuti sul gruppo. Restò alla Cofidis fino al 2000, ottenendo altre tre vittorie. Dopo una stagione alla spagnola Kelme, mise fine alla carriera di ciclista al termine del 2001.

## Palmarès
- 1992 (Collstrop, due vittorie)

Cholet-Pays de Loire
Tour de Gironde
- 1993 (Castorama, due vittorie)

1ª tappa Quatre Jours de Dunkerque
Classifica generale Quatre Jours de Dunkerque
- 1994 (Castorama, una vittoria)

3ª tappa Grand Prix du Midi Libre
- 1996 (Gan, due vittorie)

Tour de Vendée
4ª tappa Tour de l'Oise
- 1997 (Cofidis, due vittorie)

1ª tappa Grand Prix du Midi Libre
11ª tappa Tour de France
- 1998 (Cofidis, una vittoria)

À travers le Morbihan
- 1999 (Cofidis, due vittorie)

5ª tappa Critérium du Dauphiné Libéré
4ª tappa Tour du Limousin

## Piazzamenti

### Grandi Giri
- Giro d'Italia

1993: 71º
2001: 102º
- Tour de France

1993: 109º
1994: ritirato
1997: 127º
1998: 61º
1999: 100º
2001: ritirato

### Classiche monumento
- Milano-Sanremo

1997: 65º
- Giro delle Fiandre

1993: 91º
1994: 45º
1995: 90º
1996: 35º
1997: 85º
- Parigi-Roubaix

1993: 50º
1996: 38º
1997: 22º